# Jaschnovia
Jaschnovia är ett släkte av kräftdjur. Jaschnovia ingår i familjen Aetideidae.
Kladogram enligt Catalogue of Life:
| Jaschnovia | \| \| Jaschnovia brevis \| \| \| \| \| \| Jaschnovia tolli \| \| \| \| |
|            | \| \| Jaschnovia brevis \| \| \| \| \| \| Jaschnovia tolli \| \| \| \| |
|            | Jaschnovia brevis                                                      |
|            |                                                                        |
|            | Jaschnovia tolli                                                       |
|            |                                                                        |